# Gonnetot
Gonnetot és un municipi francès situat al departament del Sena Marítim i a la regió de Normandia. L'any 2007 tenia 143 habitants.

## Demografia

### Població
El 2007 la població de fet de Gonnetot era de 143 persones. Hi havia 55 famílies de les quals 7 eren unipersonals (7 dones vivint soles i 7 dones vivint soles), 26 parelles sense fills i 22 parelles amb fills.
La població ha evolucionat segons el següent gràfic:
Habitants censats

### Habitatges
El 2007 hi havia 75 habitatges, 55 eren l'habitatge principal de la família, 14 eren segones residències i 5 estaven desocupats. Tots els 72 habitatges eren cases. Dels 55 habitatges principals, 49 estaven ocupats pels seus propietaris, 6 estaven llogats i ocupats pels llogaters i 1 estava cedit a títol gratuït; 2 tenien dues cambres, 7 en tenien tres, 13 en tenien quatre i 33 en tenien cinc o més. 42 habitatges disposaven pel capbaix d'una plaça de pàrquing. A 22 habitatges hi havia un automòbil i a 29 n'hi havia dos o més.

### Piràmide de població
La piràmide de població per edats i sexe el 2009 era:
| Homes | Edats   | Dones |
| ----- | ------- | ----- |
| 0     | 95 o +  | 0     |
| 0     | 90 a 94 | 0     |
| 0     | 85 a 89 | 0     |
| 4     | 80 a 84 | 4     |
| 4     | 75 a 79 | 0     |
| 0     | 70 a 74 | 4     |
| 4     | 65 a 69 | 8     |
| 4     | 60 a 64 | 0     |
| 4     | 55 a 59 | 8     |
| 4     | 50 a 54 | 8     |
| 8     | 45 a 49 | 8     |
| 0     | 40 a 44 | 0     |
| 8     | 35 a 39 | 0     |
| 8     | 30 a 34 | 4     |
| 8     | 25 a 29 | 12    |
| 4     | 20 a 24 | 4     |
| 4     | 15 a 19 | 0     |
| 0     | 10 a 14 | 4     |
| 4     | 5 a 9   | 8     |
| 0     | 0 a 4   | 4     |

## Economia
El 2007 la població en edat de treballar era de 93 persones, 73 eren actives i 20 eren inactives. De les 73 persones actives 68 estaven ocupades (38 homes i 30 dones) i 5 estaven aturades (4 homes i 1 dona). De les 20 persones inactives 9 estaven jubilades, 4 estaven estudiant i 7 estaven classificades com a «altres inactius».

### Ingressos
El 2009 a Gonnetot hi havia 62 unitats fiscals que integraven 162 persones, la mediana anual d'ingressos fiscals per persona era de 18.465 €.

### Activitats econòmiques
L'únic establiment que hi havia el 2007 era d'una empresa de construcció.
L'únic servei als particulars que hi havia el 2009 era una lampisteria.
L'any 2000 a Gonnetot hi havia 7 explotacions agrícoles.

## Poblacions més properes
El següent diagrama mostra les poblacions més properes.